# Mark Looms
Mark Looms (* 24. März 1981 in Almelo) ist ein ehemaliger niederländischer Fußballspieler. Seit Beginn seiner Profikarriere im Jahr 2000 stand der Verteidiger bei Heracles Almelo unter Vertrag, 2012 wechselte er zu NAC Breda.

## Karriere
Seit der Spielzeit 2000/01 gehörte Looms zum Profikader von Heracles. Zuvor war er bereits in der Jugendabteilung des Vereins. Bevor er nach Almelo wechselte schnürte er für einige Jahre seine Schuhe für die Juniorenmannschaften des FC Twente Enschede und Luctor et Emergo. Gleich in seiner ersten Profisaison kam er zu 24 Spielen und konnte dabei zwei Tore erzielen. Damals spielte Almelo noch in der zweiten niederländischen Liga. Fünf Jahre mit vier Toren in 126 Spielen sollte es dauern, bis er mit dem Klub in die Eredivisie aufsteigen konnte. Inzwischen entwickelte er sich zum Stammspieler und zur Führungsperson. Auch in seiner zwölften Profisaison gehörte er auf der linken Außenbahn zur Stammformation der Heracles-Abwehr, ehe er zur Saison 2012/13 zu NAC Breda wechselte. Hier beendete Looms seine Karriere im Sommer 2014.